# Nowe Bielice
Nowe Bielice (do 1945 niem. Neu Belz) – wieś w Polsce położona na Równinie Białogardzkiej, w województwie zachodniopomorskim, w powiecie koszalińskim, w gminie Biesiekierz. Położona jest w odległości około 7 km na północny wschód od Biesiekierza (siedziby władz gminy), około 5 km od Koszalina (siedziby władz powiatu) oraz około 153 km od Szczecina (siedziby władz województwa).

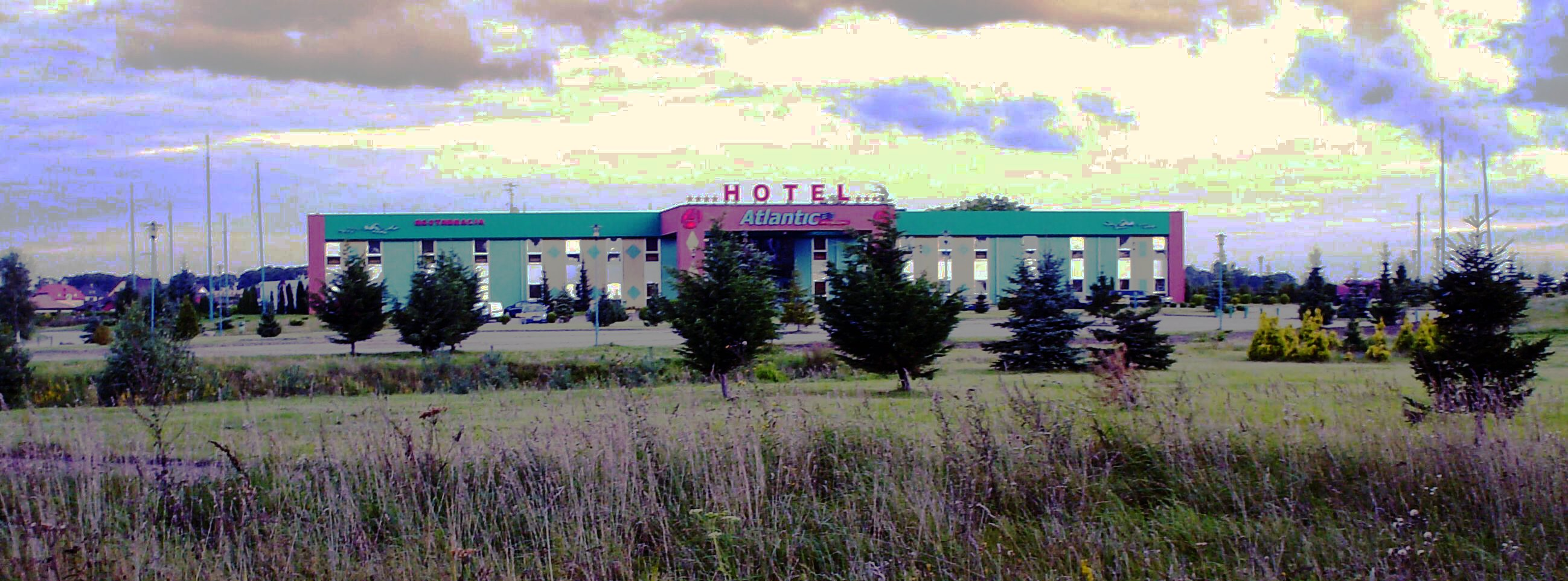
Hotel Atlantic

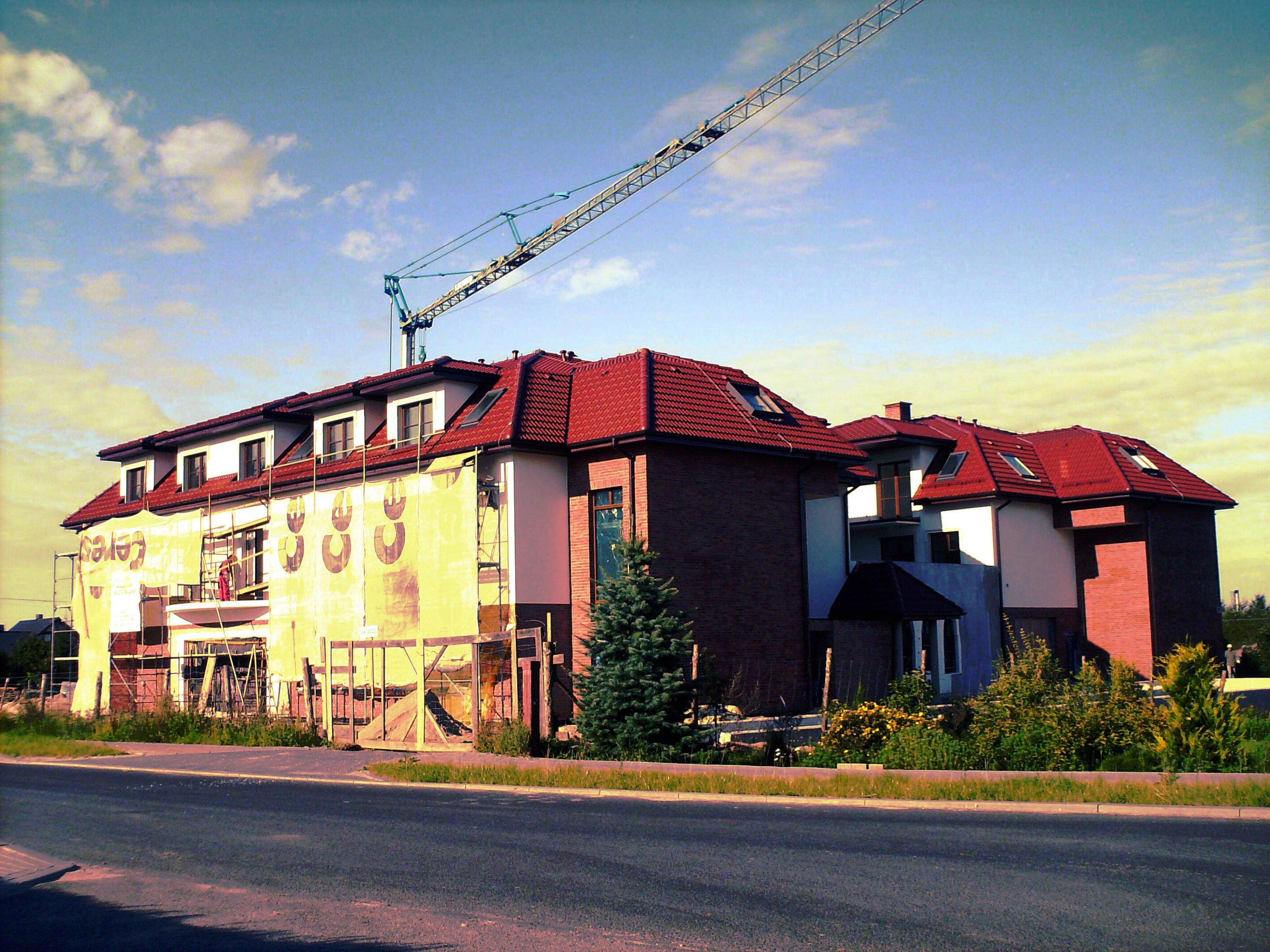
Dom pogodnej starości (w budowie)

Według danych z 16 lipca 2015 r. miała 1010 mieszkańców.
Dominującą funkcją miejscowości Nowe Bielice jest funkcja mieszkaniowa oraz usługowo-produkcyjna, w mniejszym rolnicza i turystyczna. W ostatnich latach obserwuje się wyraźną tendencje wzrostową liczby ludności, bowiem bardzo intensywnie rozwija się budownictwo jednorodzinne. Jest to druga – za Starymi Bielicami, a przed Biesiekierzem – miejscowość co do liczby mieszkańców w gminie.

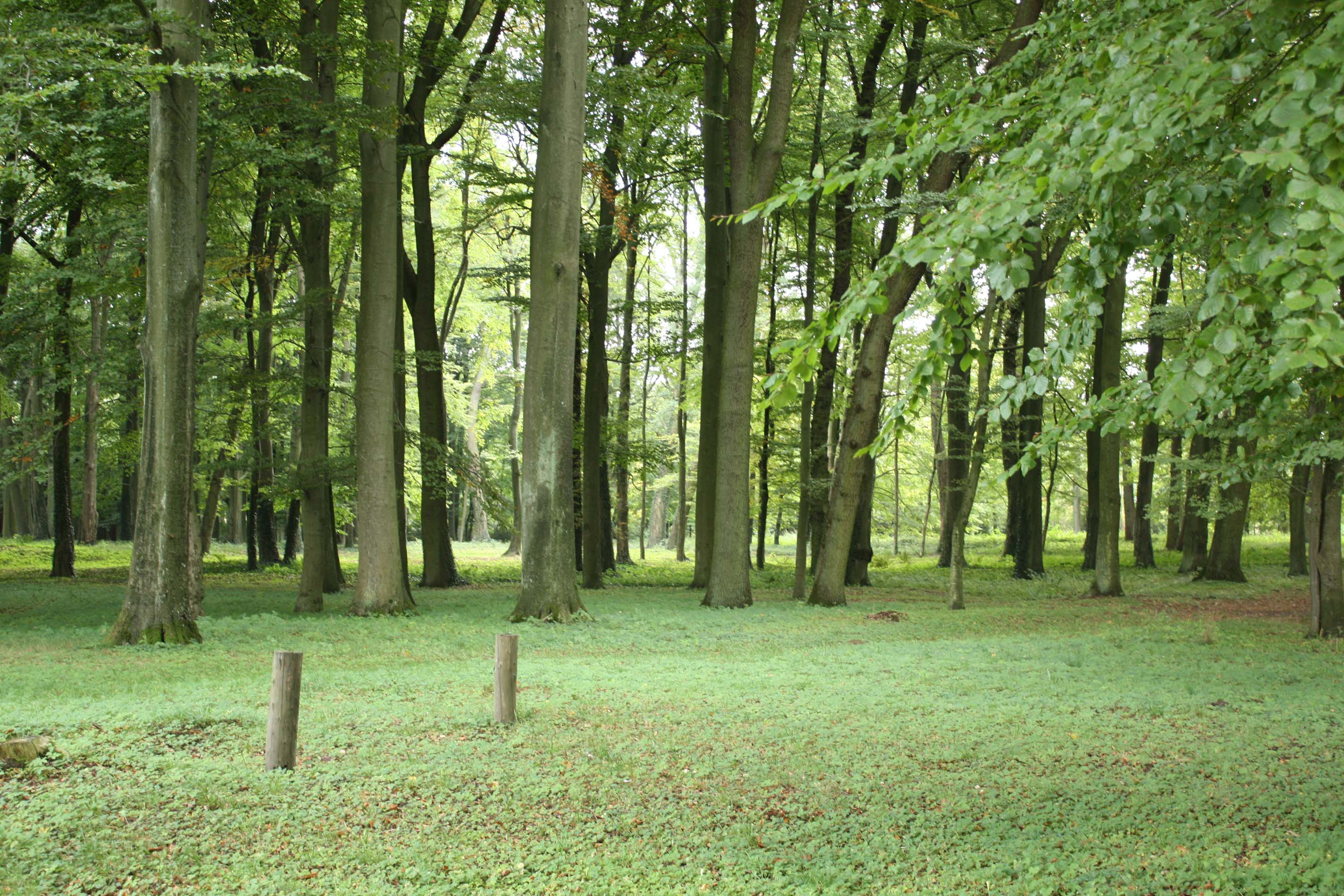
Park dworski przy pałacu w Nowych Bielicach (nr rejestr. 386)

## Zasoby kulturowe
Pierwszymi właścicielami dóbr ziemskich od XIII w. byli Bevenhusenowie, a od 2. poł. XV w. do XIX w. – ród von Schmelingów. Kolejni właściciele to Friedrich von Wedell (1804), porucznik Friedrich Ladewig (1851) i Hugo Radoll (pocz. XX w.). W latach 30. majątek rozparcelowano. Wzniesiony jeszcze przed 1560 r. gotycki kościół filialny parafii w Starych Bielicach już nie istnieje.
We wsi znajduje się zespół pałacowo-parkowy:
- pałac z końca XVIII w., przebudowany w latach 1863-1870 przez Ladewiga, od frontu posiada czterokolumnowy portyk. Od 1958 r. do chwili obecnej mieści się w nim Dom Pomocy Społecznej,
- park z XVIII/XIX w. o pow. 3 ha, początkowo pałacowy, obecnie krajobrazowy, z drzewostanem rodzimym (świerki, buki, jesiony, modrzewie i in.).

Na terenie Nowych Bielic znajduje się świetlica wiejska, w której odbywają się spotkania społeczności lokalnej, zajęcia pozalekcyjne dla dzieci i imprezy okolicznościowe. Swoją siedzibę ma także Koszaliński Bank Żywności.

## Gospodarka
Do końca 2008 roku w Nowych Bielicach zarejestrowano 79 podmiotów gospodarczych. Na przełomie ostatnich lat powstało tu wiele nowych firm m.in.: zakład przerobu drewna – produkcja półfabrykatów klejowych przeznaczonych dla okien i drzwi, hotel z basenem (zamknięty), stolarnia, tartak czy Dom Pogodnej Starości.

## Sieć komunikacyjna
Przez miejscowość Nowe Bielice przebiegają drogi gminne. Najistotniejszą jest prowadząca do Drogi Wojewódzkiej nr 112 droga gminna, która w 2009 roku została w pełni zmodernizowana. Połączenie z Koszalinem umożliwiały autobusy komunikacji miejskiej linii nr „5" (MZK Koszalin) – zlikwidowanej 01.02.2009 r. z powodu jej deficytowości. Obecnie na tej trasie swoje usługi świadczy prywatna firma transportowa.

## Polityka
W Nowych Bielicach mieszka poseł IV i V kadencji Jan Łączny.